# 舌尖音

据Dart (1991)，1) 舌尖；2) 上舌尖；3) 舌叶；4) 舌尖叶塞音的舌位图解，展示了发音时舌头与腭接触的区域（灰色）。

舌尖音（Apical consonant）指舌尖顶住或接近门齿、齿龈、硬颚而发出的辅音。而舌叶音是舌尖后方的舌面阻碍声道产生的。“舌尖”（apical）专门用于仅涉及舌尖的调音，“舌尖叶”（apicolaminal）则用于舌尖与舌面共同的调音。这种区分并不普遍，在描述舌尖齿音时后者可能会被简单地称作“舌尖”。由于齿槽附近有舌叶的接触，舌尖叶齿音也被标为齿齿龈音。
这种对立不常见，通常只见于擦音和塞擦音。许多英语变体的[t]/[d]是舌尖音或舌叶音。也门哈德拉毛阿拉伯语等部分阿拉伯语变体将[t]实现为舌叶音，而将[d]实现为舌尖音。
巴斯克语的齿龈擦音有此种对立。官话有舌尖擦音与龈后擦音的对立（“龈腭音”与“卷舌音”）。利卢埃特语中，这种对立是软腭化与非软腭化塞擦音的次要特征。澳大利亚原住民语言中，鼻音、塞音与（常有）边近音之间的舌尖-舌叶对立很常见。
孟加拉–阿萨姆语群中的大多数方言都区分齿-舌叶齿龈塞音与舌尖齿龈塞音。上阿萨姆语中，它们合流为舌尖齿龈塞音。西孟加拉语中，舌尖齿龈音被舌尖龈后音取代。
舌尖音包括：
- 齿音或舌尖前音
- 齿龈音或舌尖中音
- 卷舌音或舌尖后音
- 齿颚音

除了马拉雅拉姆语以外，一般语言没有舌尖前塞音和舌尖中塞音的对立。例如：俄语、法语中的t d n读作舌尖前音⟨t̺ d̺ n̺⟩，而英语的读作舌尖中音。
IPA中，表示舌尖音的变音符号为U+033A ◌̺ COMBINING INVERTED BRIDGE BELOW ，HTML：&#826;。